# Mohammed Sohel Rana
Mohammad Sohel Rana eller Sohel Rana (født 1978) er forretningsmand og politiker fra Bangladesh, som sammen med sin far Abdul Khalek Rana i 2006 lod bygge en stor fabriksbygning i Savar nær hovedstaden Dhaka. Bygningen, som kaldtes Rana Plaza, husede adskillige tekstilfabrikker og kollapsede 24. april 2013 med tab af 1.127 menneskeliv.

## Bygningskollapset i Bangladesh
Som eneejer af bygningen Rana Plaza beskyldes Sohel Rana for at være hovedansvarlig for kollapset, og efter ordre fra premierminister Sheikh Hasina arresteredes han 28. april 2013 ved grænsen til Indien, mens han var i færd med at flygte ud af landet.

I aviser verden over beskrives Sohel Rana som en grådig og korrupt forretningsmand og politiker, der med skruppelløs indflydelse gennem regeringspartiet Awami Leagues ungdomsafdeling i Savar, udnyttede sin økonomiske og politiske magt til at true de mange fabriksarbejdere til at genoptage arbejdet i den lukningstruede bygning, da de ellers ville miste en måneds løn, efter at bygningen af bygningsinspektører dagen inden kollapset havde været evakueret pga. opståede alvorlige revner i den bærende konstruktion.

## Arrestation og retssag
Sigtelserne mod Sohel Rana omfatter overtrædelse af bygnings-regulativet (engelsk: Building Code Violation), idet udvidelsen af den oprindeligt 5-etagers bygning til 8 etager ikke menes at være lovlig.

Bangladeshs højesteret tillod 24. marts 2014 løsladelse mod kaution for denne sigtelse.

Desuden foreligger alvorlige sigtelser mod Sohel Rana, uden mulighed for løsladelse mod kaution, for ved korruption at forvolde de mange tekstilarbejderes død.
Antikorruptions-kommissionens undersøgelser er et år efter kollapset nået til en afsluttende fase, inden retssagen mod Sohel Rana kan gå i gang.